# In nome di Dio (film)
In nome di Dio (3 Godfathers), ridistribuito in Italia nel 1964 col titolo Il texano, è un film del 1948 diretto e coprodotto da John Ford.
Il film è tratto dal romanzo The Three Godfathers (1913) di Peter B. Kyne.

## Trama
Tre fuorilegge, guidati dal bandito texano Robert Marmaduke Hightower, dopo aver compiuto una rapina sono inseguiti dallo sceriffo Perley 'Buck' Sweet (Buck' Dolce Perla). Fuggendo attraverso il deserto, s'imbattono in un carro da pionieri con una donna morente  che sta per partorire, e che si scoprirà poi essere la nipote dello sceriffo Sweet. Dopo aver dato alla luce un bimbo con l'aiuto dei tre fuorilegge, la donna, prima di spirare, glielo affida, e i tre giurano di portarlo in salvo. Ognuno si sente eletto a padrino e dà il proprio nome al neonato. Cercano di raggiungere attraverso il deserto il villaggio di New Jerusalem, ma solo il texano sopravvive agli stenti.  
Rimasto solo, sta per cedere alla sete quando in una grotta trova un asinello, che lo guida alla salvezza insieme al bambino.
Ormai redento, il bandito è in parte perdonato delle sue colpe per aver eroicamente portato in salvo il neonato; condannato alla pena minima, parte per il carcere in un clima festoso, lasciando presagire per lui, una volta tornato, una nuova vita.

## Genesi del film
Il film è tratto dal romanzo The Three Godfathers di Peter B. Kyne, che era già stato adattato per il cinema quattro volte tra il 1916 e il 1936, tra cui il film muto Uomini segnati, girato dallo stesso Ford nel 1919 con protagonista Harry Carey, al quale questo secondo film è dedicato: «To the memory of Harry Carey, bright Star of the early western sky» ("In ricordo di Harry Carey, luminosa Stella dell'alba del cinema western"). Il figlio Harry Carey Jr. vi interpreta uno dei tre protagonisti.

## Produzione
Il film fu girato dal 3 maggio al 9 giugno 1948 nel deserto del Mojave, nella Valle della Morte, e a Lone Pine.

## Accoglienza
Incassò al botteghino 2.700.000 dollari.

## Critica
Alcuni critici furono delusi al tempo della programmazione nelle sale cinematografiche del film dal fatto di trovarsi di fronte a qualcosa di molto diverso dai tipici film western di John Ford. Ci sono i fuorilegge fuggiaschi, i magnifici paesaggi con i colori del selvaggio west, lo sceriffo che insegue i banditi, ma il film non è un western. Un western anomalo  come fu definito da chi non volle accettare il tentativo di Ford di servirsi del linguaggio figurativo popolare del western per esprimere i suoi convincimenti morali e religiosi raffigurati attraverso una favola natalizia, grondante buoni sentimenti rappresentati simbolicamente nel racconto con toni fiabeschi: il sacrificio del buon ladrone che porta alla redenzione, i tre banditi - i padrini nel titolo originale - che simboleggiano i re magi dalle diverse etnie: il biondo tipo europeo Harry Carey jr., l'americano John Wayne, e il "colored", il messicano, Pedro Armendariz; c'è persino la grotta con l'asinello e la meta del bandito in fuga che si chiama "La nuova Gerusalemme" e così via.
Un eccesso di riferimenti evangelici conditi però, secondo la ricetta di Ford, da «vari risvolti umoristici che alleggeriscono il suo pesante simbolismo religioso.» (cfr. Il Morandini 2007). Il film di Ford, se ci si limita ai valori cinematografici, non poteva non essere giudicato negativamente dalla critica che pretende ben altro da un regista, che deve esprimere alla maniera Carl Theodor Dreyer i valori religiosi.

## Remake
In nome di Dio ha a sua volta generato un remake nel film giapponese del 2003 Tokyo Godfathers, scritto e diretto da Satoshi Kon.